# Молино ди Мецо (Арецо)
Молино ди Мецо је насеље у Италији у округу Арецо, региону Тоскана.
Према процени из 2011. у насељу је живело 21 становника. Насеље се налази на надморској висини од 161 м.